# Thank You (Led Zeppelin-dal)
A Thank You egy dal a brit Led Zeppelin együttes 1969-es Led Zeppelin II albumáról. A szerzői Robert Plant és Jimmy Page voltak. Ez volt az első dal, melynek a szövegét teljes egészében Plant írta (a feleségének, Maureennek ajánlotta), és ez volt az a pont, amelytől már ő is tevékenyebben részt vett a dalok szövegének megírásában. Több vélekedés szerint ez a dal vezette rá Jimmy Page-t, hogy Plant mennyire alkalmas szövegíró, aki így a későbbiekben az együttes dalainak nagy részének maga írta a szövegét. Plant szövegében az első sorok nagyon hasonlítanak Jimi Hendrix If 6 Was 9 című dalának szövegére.
A dalt finom Hammond-orgonakíséret jellemzi, amelyet John Paul Jones basszusgitáros kezelt, és amely a dal végénél egy tíz másodperces időre szinte tökéletesen elhalkul, majd újra visszatér. Ez kisebb problémát okozott a rádiókban, amelyek szerették volna lejátszani a dalt, ugyanis a rádiós szerkesztők nem szerették az ilyen holtidőket. Emiatt sok rádióállomás kivágta a dalból a szünetet, de voltak olyanok is, amelyek a The Lemon Songgal együtt adták le, az albumon ugyanis a két dal egymás után következik, és szünet nélkül folynak egymásba.
A dal felvételénél Page egy 12 húros Vox elektromos gitáron játszott.

## Élőben
A Thank You első nyilvános bemutatója 1970. január 7-én Birminghamben volt. Népszerű tétel a Led Zeppelin koncerteken, és gyakran egy kiterjesztett orgona szólót is tartalmazott, amely jól kiemelte Jones hangszeres képességeit. Egy ilyen hosszú előadás hallható a Led Zeppelin BBC Sessions albumon, amelyet a londoni Paris színházban vettek fel 1971-ben. Végül a dal lekerült a lejátszási listákról az 1973-as amerikai turnét követően, és azután már csak a ráadásban játszották ritkán, mint például az utolsó turnéjuk Madison Square Garden-beli fellépésén.

## Feldolgozások
1992-ben a Freddie Mercury emlékkoncerten a Queen együttes megmaradt tagjai Robert Plant társaságában adták elő a Thank Yout és a hozzáfűzött Crazy Little Thing Called Love-ot.
Page és Plant újraértelmezték a dalt az 1994-es Unledded turnéjukon.
Több együttes feldolgozta:
- A Falming Lips feldolgozása az 1987-es Finally the Punk Rockers Are Taking Acid válogatásalbumon hallható.
- A Duran Duran felvétele az 1995-ös Encomium című Led Zeppelin tribute albumon szerepelt.
- Tori Amos feldolgozta a Crucify EP-jén.
- 2001-ben Fred Durst a Limp Bizkitből és Wes Scantlin a Puddle of Muddból az MTV Europe Music Awards műsorán közösen adta elő.

## Külső hivatkozások
- Dalszöveg

## Bibliográfia
- Chris Welch: Led Zeppelin: Dazed and Confused: The Stories Behind Every Song, ISBN 1-56025-818-7
- Dave Lewis: The Complete Guide to the Music of Led Zeppelin, ISBN 0-7119-3528-9